# Ionel Aichimoaie
Ionel Aichimoaie (n. 23 noiembrie 1946) este un fost senator român. În legislatura 1990-1992, Ionel Achimoaie a fost ales pe listele FSN  și a fost membru în grupurile parlamentare de prietenie cu Republica Venezuela, Republica Italiană și Republica Franceză-Senat. Ionel Achimoaie a fost mebru FSN până în mai 1993 iar apoi a devenit membru PD. În legislaturile 1992-1996 și 1996-2000, Ionel Aichimoaiei a fost ales în județul Bacău pe listele partidului PD. În cadrul activității sale parlamentare în legislatura 1996-2000, Ionel Aichimoaie a fost membru în comisia pentru privatizare și administrarea activelor statului. În legislatura 1996-2000, Ionel Aichimoaie a inițiat 3 propuneri legislative din care 2 au fost promulgate lege.
Ionel Aichimoaie este stabilit în București și este căsătorit cu Aichimoaie Violeta cu care are doi copii, Ionuț și Mondana. Ionuț este consilier UNESCO în Parlamentul României, iar Mondana este stabilită în SUA și lucrează ca stewardesă la o linie aeriană americană.

## Legături externe
- Ionel Aichimoaie Arhivat în 6 decembrie 2022, la Wayback Machine. la cdep.ro